# ツール・ド・フランス1907
ツール・ド・フランス1907は、ツール・ド・フランスとしては5回目の大会。1907年7月8日から8月4日まで、全14ステージ、全行程4488kmで行われた。

## レース概要
アンリ・ペパン (Henri Pépin) はジャン・ダルガシエ (Jean Dargassies) とHenri Gaubanに対し、レストランからレストランまで一定のペースで走るならば優勝と同等のものを約束した。これが初の専業アシストとされる。なおペパンは第5ステージで棄権した。

## 総合成績
| 順位 | 選手名                       | 国籍           | ポイント |
| ---- | ---------------------------- | -------------- | -------- |
| 1    | ルシアン・プティブルトン     | フランス       | 47       |
| 2    | ギュスタヴ・ガリグー         | フランス       | 66       |
| 3    | エミール・ジョルジェ         | フランス       | 74       |
| 4    | ジョルジュ・パスリュー       | フランス       | 85       |
| 5    | フランソワ・ボジャンドル     | フランス       | 120      |
| 6    | エヴェラルド・パヴェシ       | イタリア       | 150      |
| 7    | フランソワ・ファベール       | ルクセンブルク | 156      |
| 8    | オギュスタン・リンジェヴァル | フランス       | 184      |
| 9    | アロイ・カトー               | ベルギー       | 196      |
| 10   | フェルディナン・ペイアン     | フランス       | 227      |

### 総合首位者
| 選手名                   | 国籍     | 首位区間  |
| ------------------------ | -------- | --------- |
| ルイ・トゥルスリエ       | フランス | 第1-第2   |
| エミール・ジョルジュ     | フランス | 第3-第9   |
| ルシアン・プティブルトン | フランス | 第10-最終 |